# Distretto di Miyako (Fukuoka)
Il distretto di Miyako (京都郡, Miyako-gun?) è uno dei distretti della prefettura di Fukuoka, in Giappone.
Attualmente fanno parte del distretto i comuni di Kanda e Miyako.